# Свальбардський музей
Свальбардський музей, також Музей Шпіцбергена (норв. Svalbard museum) — музей природної та культурної історії Шпіцбергена і Арктики. 
Колекції музею складаються з артефактів, фотографій, творів мистецтва і книг, понад 40 000 експонатів, з яких близько 7 000 зареєстрованих.
Музей Шпіцбергена заснований 18 січня 1979 року, відкрився 4 червня 1981 року У 2006 році музей переїхав до дослідницького парку Свальбарду.
У музеї Шпіцбергена з 1 січня 2006 року місцевим урядом Лонг'їра, вугільною компанією Шпіцбергена, університетським центром Шпіцбергена, норвезьким полярним інститутом та мером Шпіцбергена створений фонд.  
Окрім музею Шпіцбергена, на Шпіцбергені є ще чотири колекції артефактів: Поморський музей у Баренцбурзі, Музей міста Нью-Олесунн і гірничої справи, Музей дирижаблів на Шпіцбергені і колекції в Бьорнеї.

## Галерея

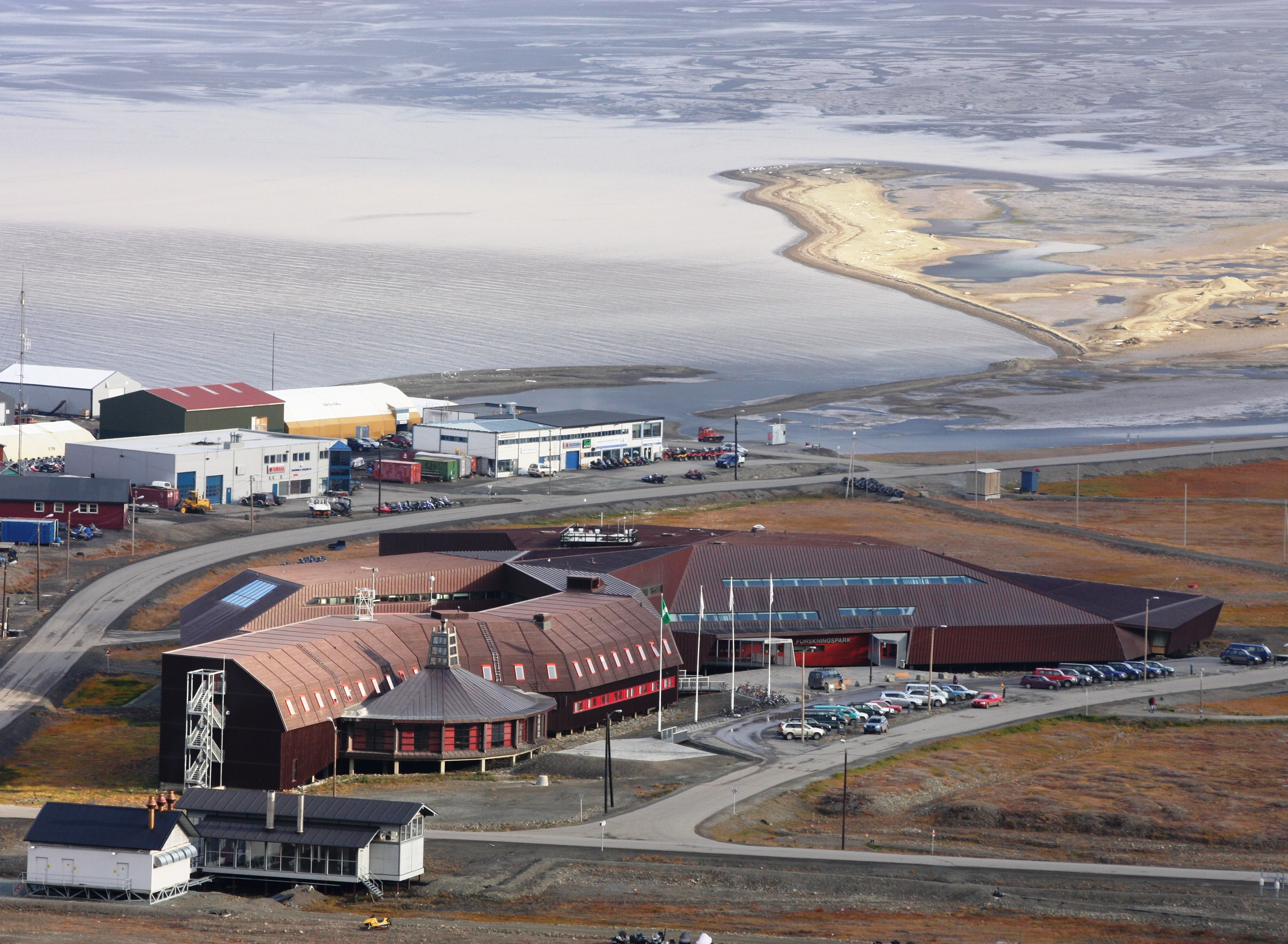
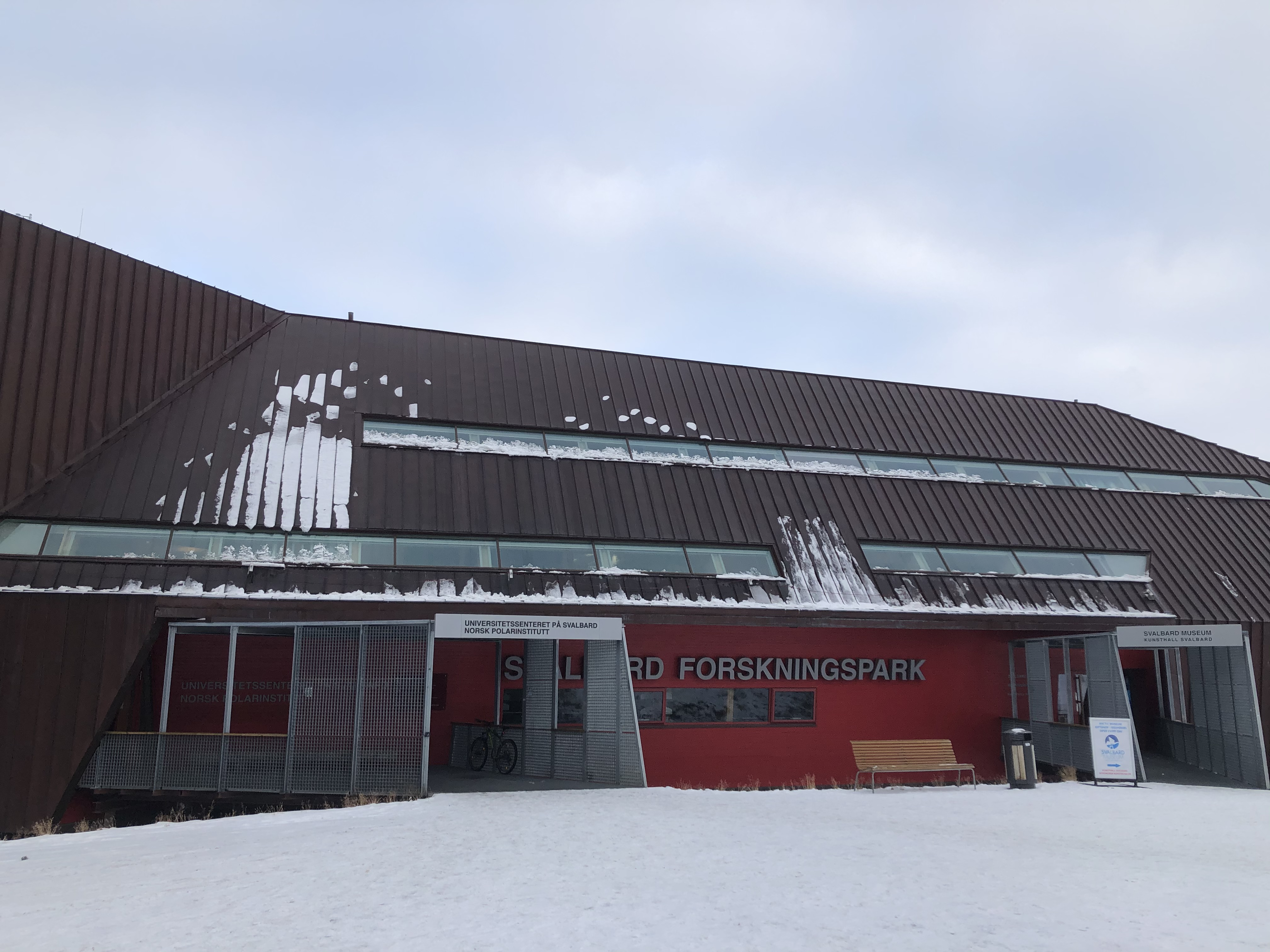
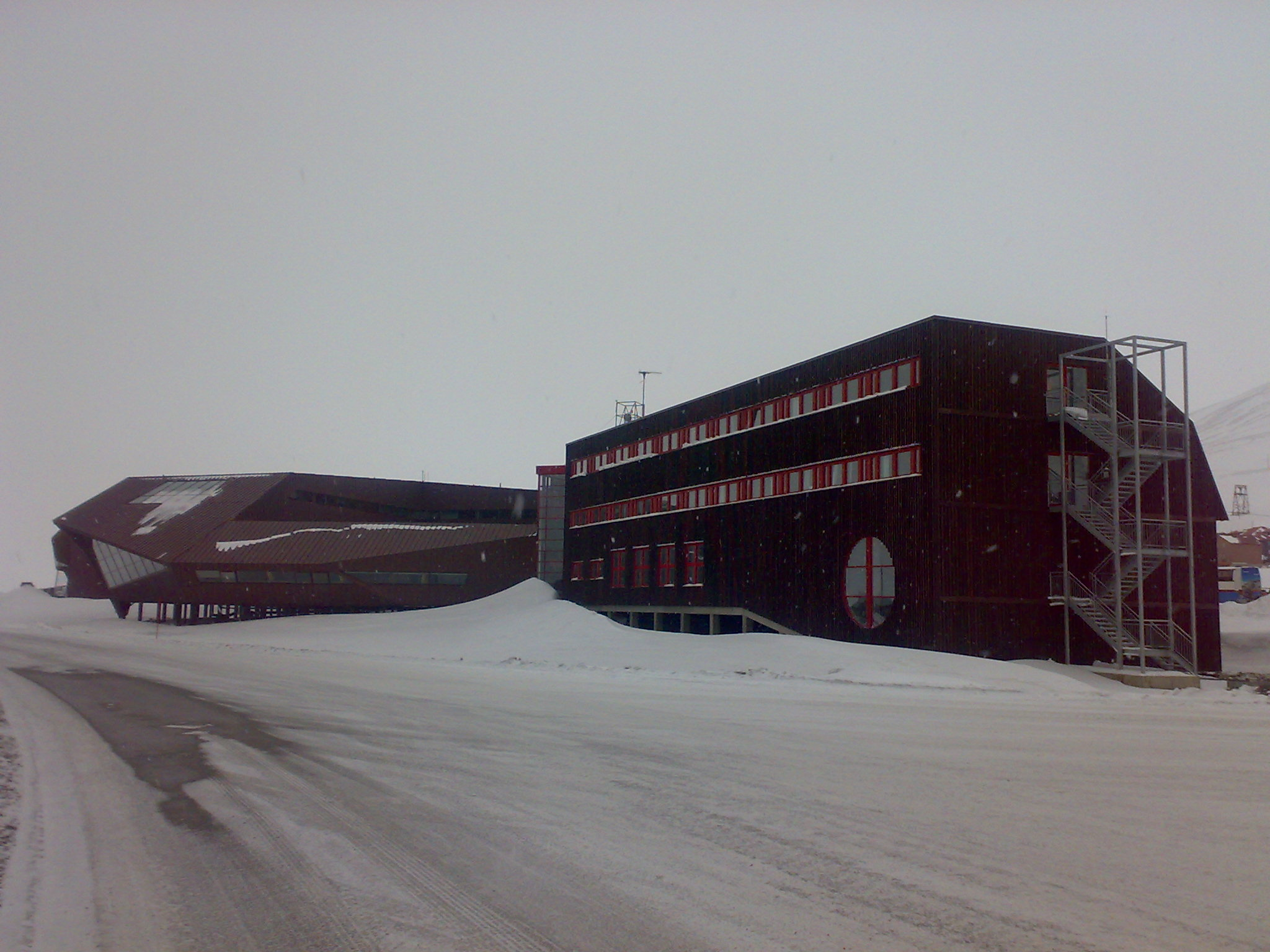
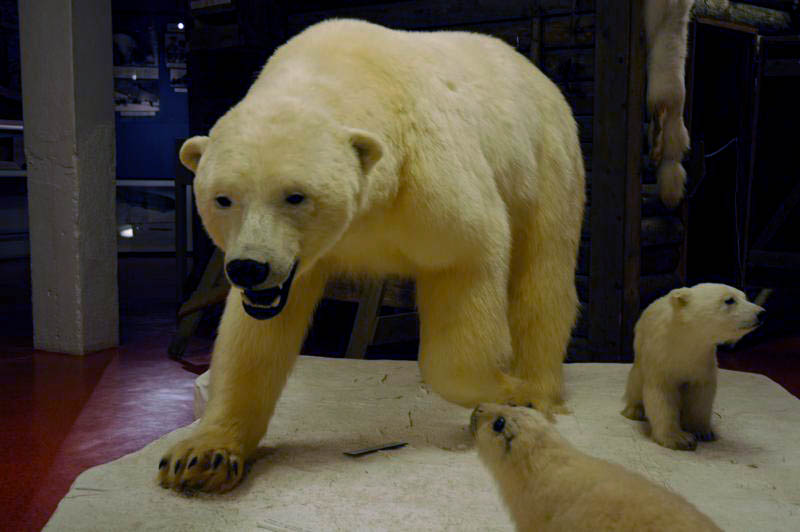
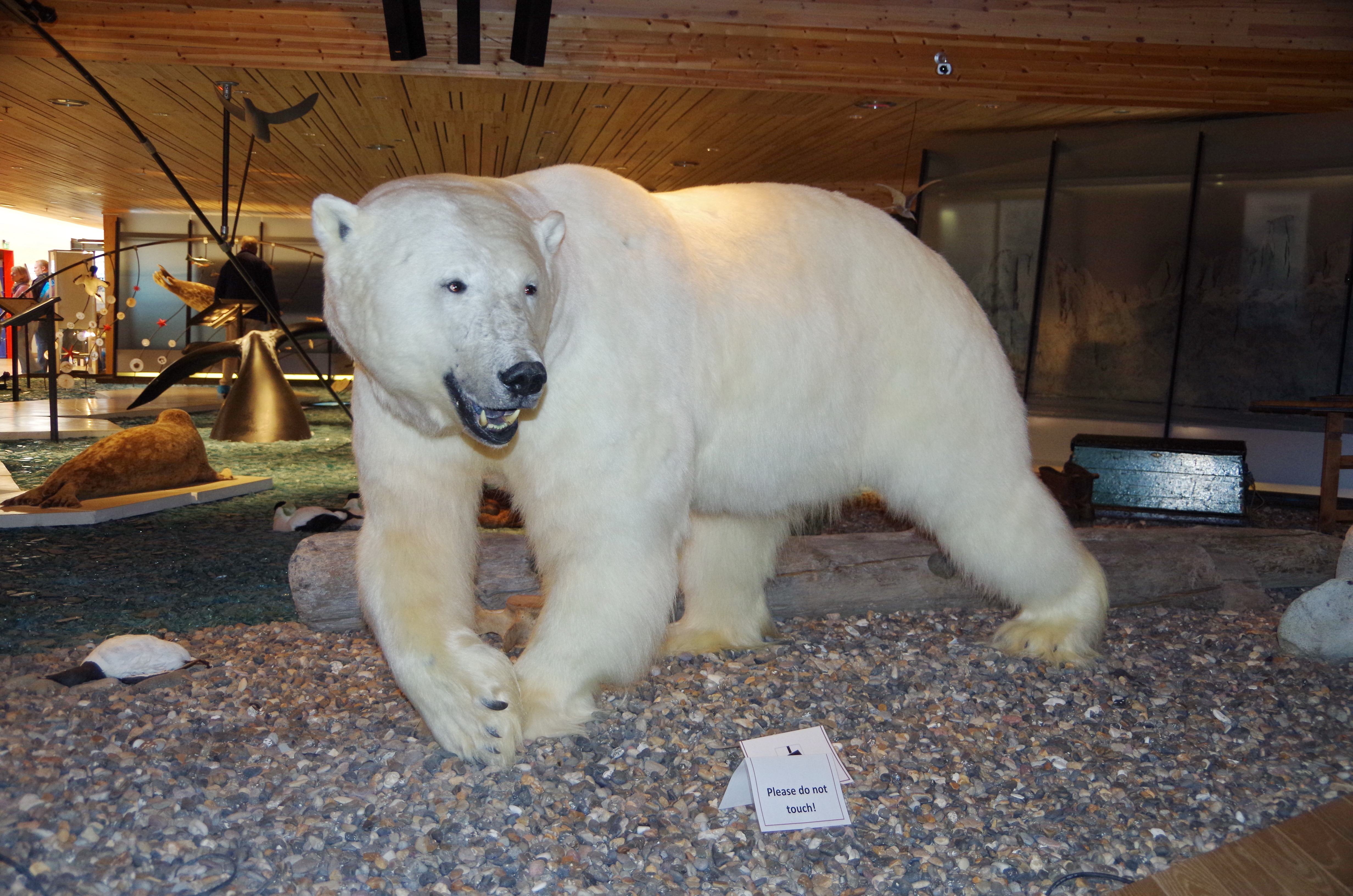
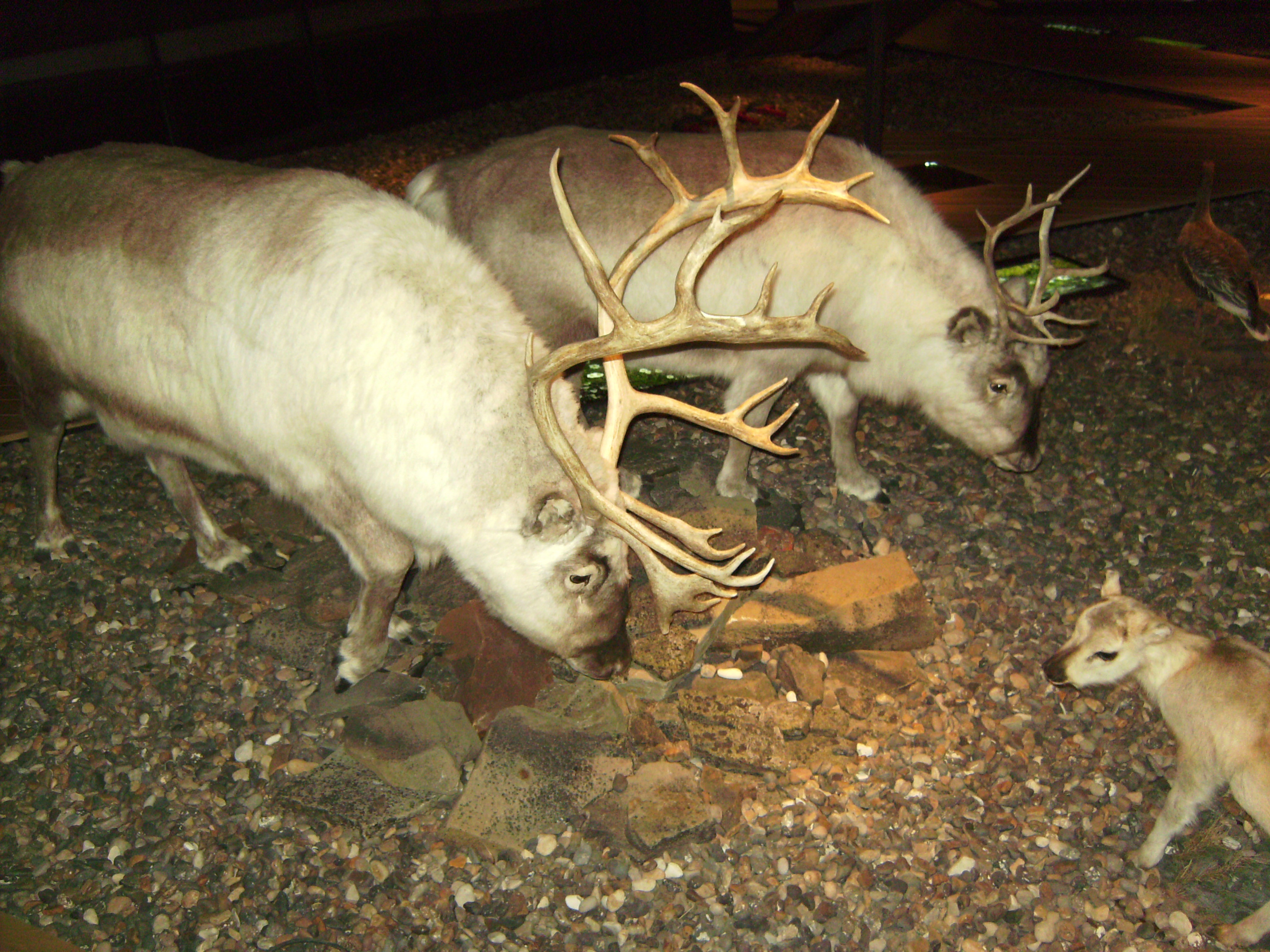
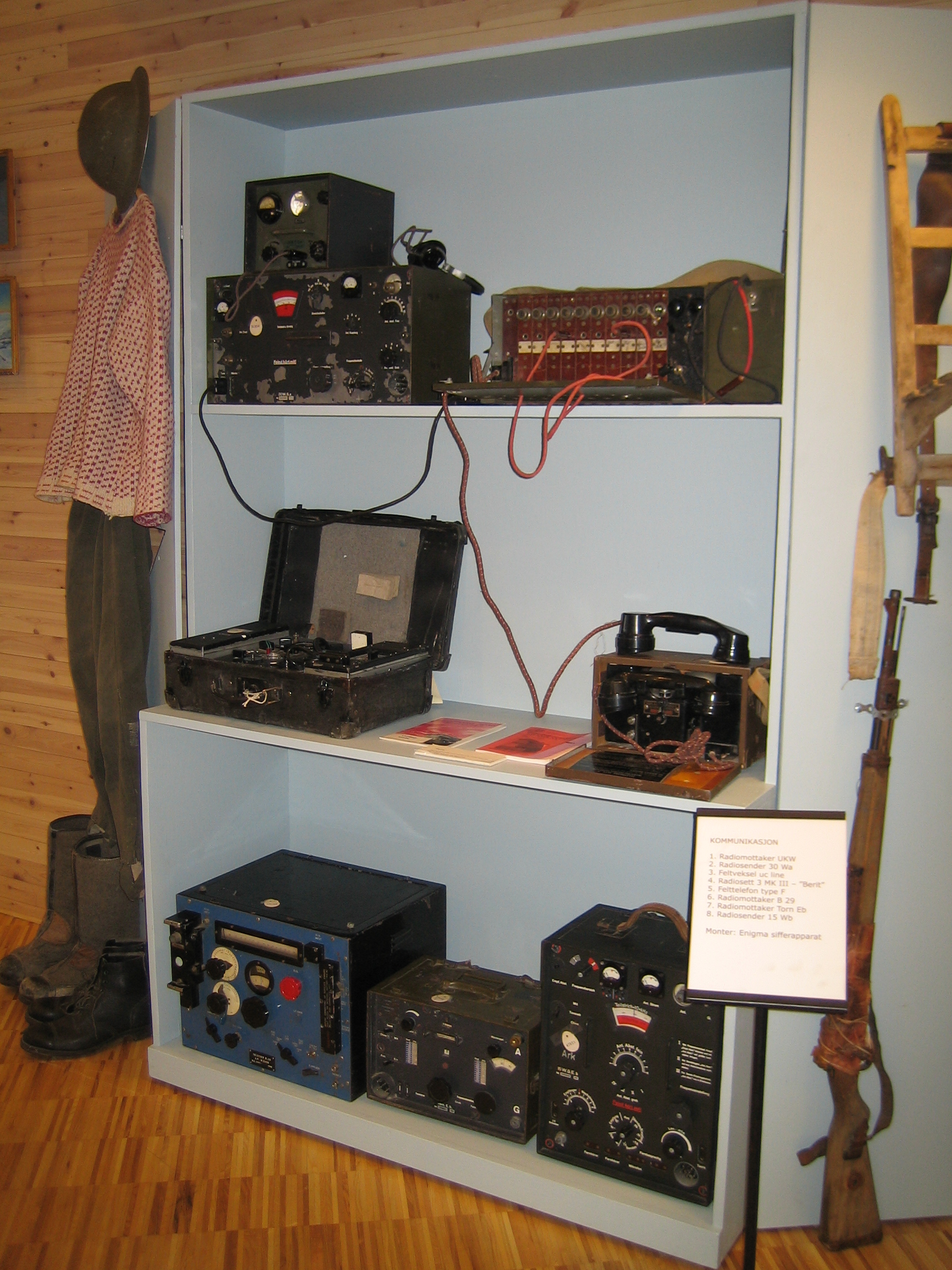